# Catastrofe a catena
Catastrofe a catena (Category 6: Day of Destruction) è una miniserie televisiva in due parti, uscita nel 2004, diretta da Dick Lowry.

## Trama
Andy Goodman (Brian Dennehy) è ad una settimana di distanza dal pensionamento forzato dalla sua posizione come capo meteorologo presso il centro previsioni tempeste di Norman, in Oklahoma. Intanto, una serie di violenti tornado F5 radono al suolo Las Vegas, un'area normalmente non soggetta a questo genere  di fenomeni. 
Preoccupato e sconvolto dal fatto che il sistema temporalesco si sia formato all'improvviso, e che i suoi scienziati non siano stati in grado di porre in allarme con celerità la popolazione, Andy decide di cominciare a seguirlo attentamente, ricevendo rapporti sul campo dal suo amico storm chaser "Tornado Tommy" (Randy Quaid). Inoltre, viene aiutato dalla tirocinante Sabrina Rogers (Alicia Johnston). Con il passare del tempo, l'uomo si rende conto che i temporali si stanno dirigendo verso Chicago, insieme a un'insolita area di alta pressione proveniente dal sud, che sta già causando un'ondata di calore record in città, e a un fronte freddo anormale che giunge dall'Artico. 
Nel frattempo, Mitch Benson (Thomas Gibson), il capo delle operazioni della Midwest Electric, sta lottando affinché la corrente elettrica resti disponibile per i residenti, nonostante l'ondata di calore da sei settimane stia mettendo a dura prova l'intero sistema e i cittadini si rifiutino di seguire la raccomandazione di risparmiare energia. Per ottenerne di più, collabora quindi con il più grande fornitore dell'azienda rivale, la Lexer, ma il CEO dell'azienda sembra più interessato a trovare nuovi modi per trarre profitto dagli eventi in corso. In questa situazione, però, Mitch si trova coinvolto in un conflitto d'interessi poiché ha una relazione con il rappresentante delle relazioni pubbliche della Lexer, Rebecca Kerns (Chandra West). Inoltre, deve fare attenzione all'ambiziosa giornalista Amy Harkin (Nancy McKeon), alla ricerca di prove che la Lexer e la Midwest sono responsabili della carenza di energia elettrica. 
In questa fase drammatica, si levano anche le grida d'allarme del Segretario dell'Energia Shirley Abbott (Dianne Wiest), sul pericolo che l'infrastruttura della rete elettrica sia troppo obsoleta per gestire i disastri naturali, e del capo ingegnere della Lexer Dan London (Ari Cohen), il quale ha ripetutamente avvertito la compagnia che i loro sistemi risultano vulnerabili a possibili attacchi da parte di hacker. Deluso dal fatto che la società desideri invece attuare delle opzioni più economiche per far fronte al problema, decide allora di fare una soffiata ad Amy ma, rifiutandosi di apparire in televisione poiché rischierebbe il licenziamento, il capo della donna non consente l'autorizzazione alla messa onda del servizio.
Con l'avvicinarsi delle tempeste, le prime violente piogge rendono inservibili i principali generatori di energia primaria della città, costringendo così Mitch a negoziare con la Lexer per ottenere ancora più energia. Dan London, nel frattempo, non comprendendo la natura devastante dei temporali in arrivo, per costringere l'azienda ad ascoltare i suoi avvertimenti decide quindi di hackerare il sistema, causando una reazione a catena che colpisce tutto la rete elettrica di Chicago lasciandola così al buio. Andy e il suo team di meteorologi, di conseguenza, non sono in grado di avvertire gli abitanti che le tempeste si sono fuse in un uragano di categoria 6 sui Grandi Laghi e che colpirà tra meno di 24 ore la metropoli.
Amy realizza cosa è accaduto e si precipita da Dan London, mentre Mitch e il Segretario Abbott raccolgono energia da una moltitudine di altre aziende per aggirare il blocco della Lexer. Ignaro di ciò che Mitch sta facendo, Dan London cerca di eliminare rapidamente i virus informatici nel momento in cui l'energia inizia a fluire da altre società. Questo finisce per sovraccaricare il sistema, abbassando l'intera rete di potenza della Midwest, mentre Dan muore folgorato durante il sovraccarico che si scatena in coincidenza con l'inizio della tempesta.
Incapace di fare altro, Mitch si precipita allora a prendere la sua famiglia, dopo aver ricevuto una telefonata che lo avvertiva che fosse intrappolata all'interno di un centro commerciale e che sua figlia fosse stata colpita da uno sparo accidentale partito dal suo ex fidanzato. Intanto, "Tornado Tommy" si trova per le vie di Chicago a riprendere le trombe d'aria che stanno distruggendo la città, ignorando che un altro tornado è diretto verso di lui. Quando se ne accorge, prima di venire risucchiato dal vortice, riesce a mettere la videocamera in una valigia e a gettarla dal finestrino dell'auto.
Amy e il cameraman danno un passaggio a Mitch al centro commerciale affinché tragga in salvo la famiglia, mentre poi vanno a salvare la cognata incinta della giornalista rimasta bloccata in un ascensore. Dopo che il cameraman si è ferito nello sforzo di aprire l'ascensore, Amy rimane con lui e la vicina di casa, mentre gli altri si precipitano a raggiungere l'aeroporto durante i 15 minuti dell'occhio dell'uragano, dove vengono prelevati da un aereo guidato dal fratello di Amy, un pilota militare del servizio meteorologico. 
Dopo che la tempesta è passata, Amy mantiene la propria promessa e racconta la storia di Dan London in diretta televisiva.

## Curiosità
Quando Tornado Tommy è al telefono con dei probabili clienti cita Helen Hunt l'attrice protagonista del film Twister del 1996

## Date di uscita
Le date di uscita internazionali sono state:
- USA: 14 novembre 2004
- Australia: 13 febbraio 2005
- Regno Unito: 24 marzo 2005
- Ungheria: 21 maggio 2005
- Paesi Bassi: 14 giugno 2005
- Italia: 18 settembre 2005
- Spagna: 2 ottobre 2005
- Francia: 14 novembre 2005
- Svezia: 24 luglio 2006
- Argentina: 14 ottobre 2006
- Giappone: 20 aprile 2010